# كابانا دي بيرغانتينيوس
بلدية كابانا دي بيرغانتينيوس (بالإسبانية: Cabana de Bergantiños)‏، هي إحدى بلديات مقاطعة لا كرونيا إحدى مقاطعات إسبانيا، و التي تقع في منطقة جليقية شمال غرب إسبانيا.
يبلغ عدد سكانها 5.592 نسمة وفقاً لإحصائية سنة (2002).